# François-Étienne Damas
François-Étienne Damas (Parigi, 22 giugno 1764 – Parigi, 23 dicembre 1828) è stato un generale francese.

## Biografia
Era figlio di Étienne Damas e di sua moglie Anne Élisabeth Courtois, François. Dal 14 luglio 1789 entrò a far parte della Guardia Nazionale. Le conoscenze matematiche di Damas portarono il generale Meusnier del genio militare a sceglierlo quale suo aiutante di campo alla presa di Parigi. Damas si portò quindi sempre con Meusnier al seguito dell'armata del Reno comandata dal generale Custine. Prese parte all'assedio di Magonza del 1793 e si trovava vicino a Meusnier quando questi venne ferito mentre tentava di attraversare il fiume Meno.
Damas divenne quindi aiutante generale e poi capo di stato maggiore del generale Jean-Baptiste Kléber con la promozione a generale di brigata il 6 dicembre 1793. Si distinse nell'attraversamento del Reno dove guidò una carica alla baionetta e fu ferito da un colpo di moschetto a una gamba, venendo lodato per la sua azione da Jean-Baptiste Jourdan. Si distinse altresì in Egitto nell'assalto di Alessandria, nella presa di Rosetta, nella battaglia di Chebreiss, nella battaglia delle piramidi e nella battaglia di Ghemélié, sempre nel 1798. Prese inoltre parte alla distruzione dell'accampamento mamelucco presso El-Arichet ed a Jaffa si ammalò di peste ma riuscì a guarire. Assurse al grado di generale di divisione e comandò una parte delle truppe francesi impegnate nell'Alto Egitto, dopo la morte del generale Kléber.
Dopo la battaglia iniziata da Jacques-François Menou, il generale Damas venne rinviato in malo modo a Parigi e cadde in disgrazia presso Napoleone Bonaparte. Decise pertanto di lasciare l'esercito e rimase senza impiego per cinque anni. Venne implicato nel processo di Jean Victor Marie Moreau ma fu sollevato dalle accuse per intervento diretto di Gioacchino Murat. Quando Murat divenne granduca di Berg nel 1806, nominò Damas suo segretario di stato e comandante militare. Combatté quindi durante l'invasione francese della Russia, distinguendosi nella battaglia della Berezina. Suo fratello, il generale François Auguste Damas, rimase ucciso nella medesima campagna. Tornò quindi nel ducato di Berg e nel 1815 in Francia col titolo di ispettore generale di fanteria. La Restaurazione con Luigi XVIII di Francia lo vide nominato colonnello e comandante della guardia reale di Parigi (poi Gendarmerie Royale). Rimase fedele al re anche durante i cento giorni, durante i quali continuò a prestare servizio come ispettore generale di fanteria. Riprese il suo posto nel 1816 e lo mantenne sino alla sua morte, avvenuta a Parigi nel 1828.